# Noah Lyles
Noah Lyles, född den 18 juli 1997 i Gainesville, Florida, är en amerikansk friidrottare med specialitet inom kortdistanslöpning men som även har tävlat i höjdhopp.
Lyles har personbästa på 100 meter med tiden 9,784 sekunder (2024) och på 200 meter med 19,31 (2022).

## Karriär
Lyles vann två guldmedaljer vid JVM 2016, på 100 meter och 4×100 meter.
Vid Världsmästerskapen i friidrott 2019 tog Lyles guld på 200 meter. I juli 2022 vid VM i Eugene tog Lyles sitt andra raka VM-guld på 200 meter efter ett lopp på 19,31 sekunder, vilket blev ett nytt världsårsbästa samt amerikanskt rekord.
I augusti 2023 vid VM i Budapest tog Lyles guld på 100 meter efter ett lopp på personbästat 9,83 sekunder. Han tog även sitt tredje raka VM-guld på 200 meter.
Vid olympiska sommarspelen 2024 vann Lyles guld i en väldigt jämn final där han vann med 5 tusendelar av en sekund före Kishane Thompson. På 200 meter tog han brons. Efter loppet meddelades att han testats positivt för covid-19 vilket innebar att han lämnade återbud att springa stafetterna.